# Saproscincus hannahae
Saproscincus hannahae — вид сцинкоподібних ящірок родини сцинкових (Scincidae). Ендемік Австралії.

## Поширення і екологія
Saproscincus hannahae мешкають в прибережних районах на північному сході Квінсленду, від Серени до Просерпайна. Вони живуть у вологих тропічних лісах, в лісовій підстилці, серед опалого листя, каміння і повалених дерев, трапляються серед скель. 